# Varennes-lès-Narcy
Varennes-lès-Narcy este o comună în departamentul Nièvre din centrul Franței. În 2009 avea o populație de 890 de locuitori.

## Evoluția populației
| An        | 1975 | 1982 | 1990 | 1999 | 2006 | 2009 |
| --------- | ---- | ---- | ---- | ---- | ---- | ---- |
| Populație | 675  | 723  | 742  | 754  | 789  | 890  |